# Среднерейновский
Среднере́йновский — посёлок в Сковородинском районе Амурской области России. Входит в сельское поселение Джалиндинский сельсовет.

## География
Основан в 1932 г., до 1971 г. назвался Лесопункт.
Расположен к югу от районного центра, города Сковородино, расстояние по автодороге (через посёлок Лесной) — около 40 км. Находится на левом берегу реки Большой Невер (левый приток Амура).
Современное название состоит из двух частей. Первая часть названия — «средне» — отражает положение поселка в среднем течении реки Б. Невер, вторая же часть названия дана в честь сподвижника по экспедиции Н. Н. Муравьева-Амурского инженера-капитана Рейна.
Через посёлок проходят — автодорога к центру сельского поселения, селу Джалинда, и линия Забайкальской железной дороги Сковородино — Рейново.

## Население
| 2002 | 2010 | 2012 | 2013 | 2014 | 2015 | 2016 |
| ---- | ---- | ---- | ---- | ---- | ---- | ---- |
| 160  | ↘66  | ↘65  | ↘63  | ↘57  | ↘56  | ↗57  |
| 2017 | 2018 |      |      |      |      |      |
| →57  | ↘54  |      |      |      |      |      |